# Bilderbok

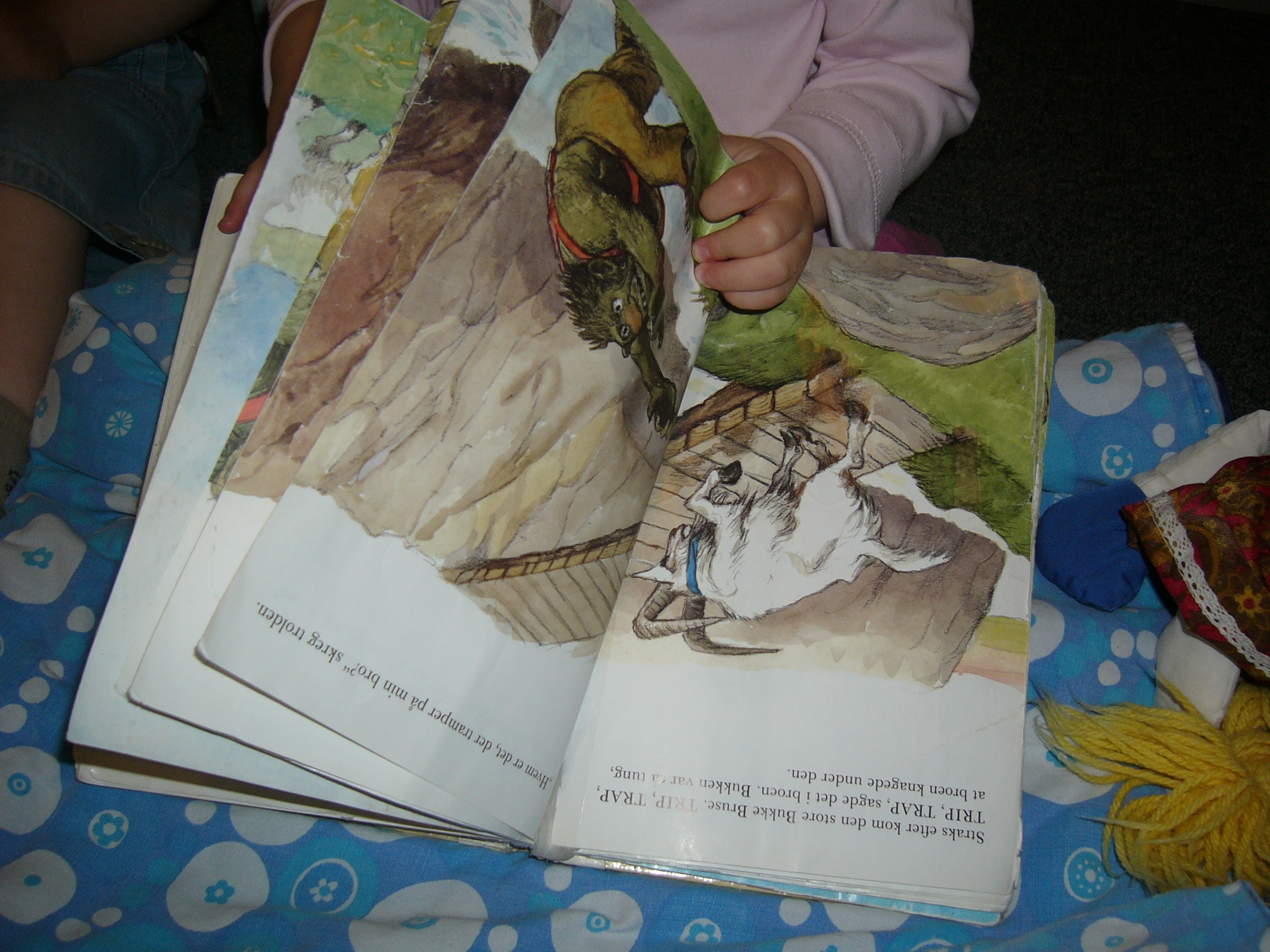
En bilderbok.

En bilderbok är en barnbok vars text regelbundet ackompanjeras av teckningar eller fotografier som illustrerar handlingen.
Pekbok kallas bilderböcker avsedda för de yngsta barnen, upp till två år. Pekböcker saknar ofta text helt och hållet, och har stora, tydliga bilder på djur, föremål eller personer. Ofta är de i hårdare material än andra böcker, till exempel hårdpapp för att tåla omild behandling. Även pekböcker i tyg förekommer.
Vissa bilderböcker har en särskild utformning med hål i teckningarna där man kan se något av bilden på nästa uppslag. Dessa kallas hålbok.
Vuxenlitteratur med motsvarande förhållande till bild/text går som regel under benämningar som presentböcker eller fotoböcker, alternativ bildromaner. Längre bokberättelser med tecknade serier benämns ofta serieroman eller grafisk roman.
Den första bilderboken anses vara Johan Amos Comenius Orbis Pictus.

## Barnlitteraturpriser
- ALMA-priset
- Astrid Lindgren-priset
- Nils Holgersson-plaketten
- Snöbollen – årets bilderbok
- Slangbellan